# Sulak, Nosivka
Sulak (în ucraineană Сулак) este un sat în comuna Cervoni Partîzanî din raionul Nosivka, regiunea Cernihiv, Ucraina.

## Demografie
Componența lingvistică a localității Sulak
     Ucraineană (99,62%)
     Alte limbi (0,38%)
Conform recensământului din 2001, majoritatea populației localității Sulak era vorbitoare de ucraineană (99,62%), existând în minoritate și vorbitori de alte limbi.